# Facultatea de Științe Reale, Economice și ale Mediului
Facultatea de Științe Reale, Economice și ale Mediului a Universității Alecu Russo din Bălți s-a format din comasarea Facultății de Științe Reale, Facultatea de Economie și Facultatea de Științe ale Naturii și Agroecologie.

## Istoric
Facultatea de Științe Reale fiind una dintre cele mai vechi facultăți ale Universității de Stat "Alecu Russo", își începe redutabila activitate în anul 1947, când, în cadrul fostului Institut învățătoresc, a fost deschisă secția Fizică și Matematică, în cadrul acestei Secției a fost organizată catedra Fizică și Matematică.
Primul șef de catedră a fost numit Alexandr Molotcov. în luna august a aceluiași an, la catedră a fost angajat primul cadru didactic - lectorul superior Alexei Arșavschi. Șef al Secției Fizică și Matematică a fost numit X. Colesnicov.
În anul 1953, Institutul învățătoresc este reorganizat în Institut Pedagogic, iar secția Fizică și Matematică este transformată în Facultate de Fizică și Matematică. Primul decan al facultății este numit lectorul superior Boris Vasiliev. în cadrul facultății au fost instituite două catedre: Catedra Matematică, condusă de primul rector al Institutului Pedagogic Vasile Ceban și Catedra Fizică, condusă de actualul rector al Universității de Stat „Alecu Russo" Nicolae Filip. Un aport deosebit în dezvoltarea facultății l-au avut reprezentanții școlii ieșene de matematică Nicolai Cemov și Alexandru Meilihzon. Anume în această perioadă, la facultatea Fizică și Matematică și-au început activitatea didactică și științifică marii savanți: matematicienii Valentin Belousov, Israel Gohberg, chimistul Isaac Bersuker, care au devenit nume de referință nu doar în știința națională, ci și în cea mondială.
în anul 1958, la facultate a fost deschisă o specialitate nouă - Fizica și bazele producerii, care a pus fundamentul pregătirii profesorilor de muncă (educație tehnologică) în republică (specialitatea e unica în țară). Rectificările frecvente în Nomenclatorul specialităților pentru pregătirea cadrelor în instituțiile de învățămînt superior au impus schimbări repetate a denumirii specialității nominalizate. Între anii 1959 și 1972 - Fizică și discipline tehnice generale, din anul 1972 - Discipline tehnice generale cu una din specialitățile suplimentare: fizica, mecanizarea agriculturii sau informatica, din anul 1991 - Instruirea tehnico-tehnologică, din anul 1998 - Fizica și Educația tehnologică, din anul 2001 - Instruire în inginerie și informatică, din 2004 - Instruire în inginerie. între anii 1970-1990 specialitățile enumerate mai sus au devenit specialități de bază ale facultății.
în 1962, Catedra Fizică a fost divizată în două catedre: Catedra Fizică și metodică a predării fizicii și Catedra Discipline tehnice generale. Ultima catedră a devenit o adevărată forjerie de cadre pentru facultate. Activitatea de formare a cadrelor în acea perioadă era dirijată de profesorul univ. Nicolae Filip, care ocupa postul de prorector pentru știință și, concomitent, șef al Catedrei Discipline tehnice generale.
O pierdere colosală pentru Facultatea Fizică și Matematică a fost închiderea specialității Matematica în anul 1980, în legătură cu reorganizarea sistemului de învățămînt superior. În același an, Facultatea Fizică și Matematică a fost transformată în Facultatea Discipline tehnice generale. Decan al noii facultăți a devenit doctorul conferențiar Simion Băncilă, actualmente prorector pentru studii.
Pe parcurs, facultatea a fost reorganizată de mai multe ori, devenind Facultatea de Discipline Tehnice Generale (din 1980), Tehnică, Fizică, Matematică (din 1992), Tehnică, Fizică, Matematică și Informatică (din 2003).
În 1995 este fondată Facultatea Economie și Drept, în care activa și prima catedră în domeniul economiei- Economie și Management. În 2000 Facultatea se scindează în: Facultatea Economie și Facultatea Drept. Peste trei ani se crearea catedra Contabilitate și analiza activității economico-financiare (redenumită ulterior în Finanțe și Contabilitate, )
Facultatea de Științe ale Naturii și Agroecologie a fost înființată în 2003. În cadrul au fost formate, cu începere da la 1 august 2003, catedrele Geografie și Biologie și Tehnologii Agricole (agroecologie), unificate în 2011 cu denumire: Catedra de Științe ale Naturii și Agroecologie. 
În 2013 facultățile de Economie și Științe ale Naturii și Agroecologie au fost comasata cu Facultatea Științe reale formând o singură facultate cu denumirea actuală.

## Distribuirea programelor de studii după catedră
Programe de studii administrate de Catedra de matematică și informatică
Specialități (Ciclul I):
| Programul de studii        | Forma de organizare            | Durata |
| -------------------------- | ------------------------------ | ------ |
| Matematică și informatică  | învățământ cu frecvență        | 4 ani  |
| Matematică și informatică  | Învățământ cu frecvență redusă | 5 ani  |
| Informatică                | învățământ cu frecvență        | 3 ani  |
| Informatică                | Învățământ cu frecvență redusă | 4 ani  |
| Informatică (programatori) | învățământ cu frecvență        | 3 ani  |
| Informatică (programatori) | Învățământ cu frecvență redusă | 4 ani  |

Specializări (Ciclul II):
| Programul de studii                                       | Forma de organizare     | Durata  |
| --------------------------------------------------------- | ----------------------- | ------- |
| Administrarea bazelor de date și tehnologii WEB           | învățământ cu frecvență | 1,5 ani |
| Tehnologi informaționale și comunicaționale în învățământ | învățământ cu frecvență | 1,5 ani |
| Didactica matematici                                      | învățământ cu frecvență | 1,5 ani |

Programe de studii administrate de Catedra de științe ale naturii și agroecologie
Specialități (Ciclul I, licență):
| Programul de studii   | Forma de organizare            | Durata |
| --------------------- | ------------------------------ | ------ |
| Geografie și biologie | învățământ cu frecvență        | 4 ani  |
| Geografie și biologie | Învățământ cu frecvență redusă | 5 ani  |
| Ecologie              | învățământ cu frecvență        | 3 ani  |
| Ecologie              | Învățământ cu frecvență redusă | 4 ani  |

Specializări (Ciclul II):
| Programul de studii | Forma de organizare     | Durata  |
| ------------------- | ----------------------- | ------- |
| Didactica biologiei | învățământ cu frecvență | 1,5 ani |
| Ecologie aplicată   | învățământ cu frecvență | 2 ani   |

Programe de studii administrate de Catedra de științe fizice și inginerești
Specialități (Ciclul I):
| Programul de studii                           | Forma de organizare            | Durata |
| --------------------------------------------- | ------------------------------ | ------ |
| Educație tehnologică                          | învățământ cu frecvență        | 4 ani  |
| Educație tehnologică                          | Învățământ cu frecvență redusă | 5 ani  |
| Inginerie și management (în transportul auto) | învățământ cu frecvență        | 3 ani  |
| Inginerie și management (în transportul auto) | Învățământ cu frecvență redusă | 4 ani  |
| Design vestimentar industrial                 | învățământ cu frecvență        | 3 ani  |
| Design vestimentar industrial                 | Învățământ cu frecvență redusă | 4 ani  |
| Tehnologia produselor alimentare              | învățământ cu frecvență        | 3 ani  |

Specializări (Ciclul II):
| Programul de studii                  | Forma de organizare     | Durata  |
| ------------------------------------ | ----------------------- | ------- |
| Tehnologii de instruire și producere | învățământ cu frecvență | 1,5 ani |
| Didactica fizicii                    | învățământ cu frecvență | 2 ani   |

Programe de studii administrate de Catedra de științe economice
Specialități  (Ciclul I):
| Programul de studii      | Forma de organizare            | Durata |
| ------------------------ | ------------------------------ | ------ |
| Contabilitate            | învățământ cu frecvență        | 3 ani  |
| Contabilitate            | Învățământ cu frecvență redusă | 4 ani  |
| Business și administrare | învățământ cu frecvență        | 3 ani  |
| Business și administrare | Învățământ cu frecvență redusă | 4 ani  |
| Finanțe și bănci         | învățământ cu frecvență        | 3 ani  |
| Turism                   | învățământ cu frecvență        | 3 ani  |

Specializări (Ciclul II):
| Programul de studii                 | Forma de organizare     | Durata  |
| ----------------------------------- | ----------------------- | ------- |
| Administrarea afacerilor comerciale | învățământ cu frecvență | 1,5 ani |
| Bănci și asigurări                  | învățământ cu frecvență | 1,5 ani |
| Contabilitate                       | învățământ cu frecvență | 1,5 ani |
| Management financiar                | învățământ cu frecvență | 1,5 ani |

## Laboratoare și ateliere
- Laboratorul didactic de biologie animală și vegetală
- Laboratorul didactic de geografie
- Laboratorul de chimie ecologică
- Laborator de cercetări științifice „Tehnologii laser”
- Laborator de cercetări științifice „Spectroscopie optică”
- Laborator științific „Radiofizică și electronică”
- Laboratorul didactic „Electrotehnică și mașini electrice”
- Laboratorul didactic „Electrotehnică practică”
- Atelier didactic „Tehnologii de prelucrare a lemnului”
- Atelier didactic „Tehnologii de prelucrare a metalului”
- Laborator de instruire „Multimedia”